# Synidotea ezoensis
Synidotea ezoensis là một loài chân đều trong họ Idoteidae. Loài này được Nunomura miêu tả khoa học năm 1991.